# Gaetano de Ruggiero
Gaetano de Ruggiero (Napoli, 12 gennaio 1816 – Roma, 9 ottobre 1896) è stato un cardinale italiano.

## Biografia

### Infanzia
Gaetano de Ruggero nacque il 12 gennaio 1816, nella città di Napoli. Nacque nell'anno in cui, dopo la sconfitta di Napoleone ed il successivo Congresso di Vienna, il Regno di Napoli venne annesso dai Borbone, che crearono il Regno delle Due Sicilie. Egli proveniva da una famiglia benestante di ceto medio.

### Formazione
Egli compì gli studi primari presso i barnabiti e i gesuiti, e più tardi presso l'Università di Napoli, dove si laureò. Successivamente divenne direttore della rivista Liberta cattolica, per poi recarsi a Roma nel 1847, dove divenne referendario del Tribunale della Segnatura Apostolica di Giustizia e di Grazia. Più tardi, venne nominato giudice della Sacra Congregazione della Consulta, e consultore della Sacra Congregazione per i Vescovi. Gli fu dato l'incarico di reggente della Cancelleria Apostolica, che tenne dal 1877 al 1889. Il 18 aprile 1885, divenne segretario della Sacra Congregazione della Fabbrica di San Pietro, incarico che tenne fino al 1889. Successivamente divenne canonico del capitolo della patriarcale Basilica vaticana di San Pietro e venne ordinato presbitero.

### Cardinale e morte
Venne creato cardinale nel concistoro del 24 maggio 1889, ricevendo da Papa Leone XIII la berretta rossa e la diaconia di Santa Maria in Cosmedin il 27 maggio 1889. Gli fu dato l'incarico di esecutore della bolla papale di Benedetto XIV riguardante il Santuario di Assisi, il 6 agosto 1889. Il Papa lo nominò prefetto dell'Economia della Sacra Congregazione di Propaganda Fide e presidente generale della Camera di Spoliazione il 3 ottobre 1889. Più tardi gli fu dato il compito di segretario dei Brevi Apostolici, il 25 giugno 1894. Venne insignito anche del titolo di Gran Cancelliere dei Pontifici Ordini Equestri.
Il cardinale morì il 9 ottobre 1896, dopo una lunga malattia nella città di Roma, all'età di 80 anni. La sua salma venne esposta nella Basilica di Sant'Andrea della Valle, dove il funerale ebbe luogo, e sepolta nella cappella del Capitolo Vaticano del Cimitero di Campo Verano a Roma.